# 二科会
公益社団法人二科会（にかかい、NIKA ASSOCIATION）は、日本の美術家団体のひとつである。絵画部・彫刻部・デザイン部・写真部からなる「二科展」を毎年開催しているが、デザイン部・写真部は組織上では「公益社団法人二科会」に含まれておらず、個別に一般社団法人となっている。元文部科学省所管。

## 沿革
- 1914年（大正3年）文部省美術展覧会（文展、現日展）から分離して、在野の美術団体として「二科会」が結成される。10月1日から10月31日まで、上野竹の台陳列館で第1回二科美術展覧会を開催。有島生馬「鬼」、湯浅一郎「官妓」、斎藤豊作「落葉する野辺」。
- 1915年10月13日から26日まで、三越で、第2回展。田辺至・柳敬助は退会、安井曾太郎・森田恒友・正宗得三郎が会員になる。山下「供物」「端午」、坂本「牛」。安井の滞欧作「孔雀と女」「足を洗ふ女」など50点余を特陳。
- 1916年10月12日まで、三越で、第3回展。石井「金沢の犀川」、安井「ダリア」。正宗の滞欧作「リモージュの朝」など36点を陳列。
- 1917年9月9日から9月中、竹の台で、第4回展。立体派ふうの万鉄五郎「もたれて立つ人」、未来派ふうの東郷青児「狂ほしき自我の跳躍」、神原泰の作品などが注目される。
- 1918年9月9日から9月中、上野竹の台で、第5回展。劉生「川幡氏の像」、関根正二「信仰の悲しみ」「姉弟」など。
- 1919年9月1日から9月30日まで、竹之台で、第6回展。小出楢重「Nの家族」、関根「慰められつつ悩む」など。藤川勇造が会員に推され彫刻部を新設する。
- 1920年9月1日から9月中、竹之台で、第7回展。柏亭「農園の一隅」、小出楢重「少女お梅の像」など。
- 1921年9月9日から9月29日まで、竹之台で、第8回展。安井「人物」、中川一政「静物」、中川紀元「猫と女」など。
- 1922年9月9日から9月29日まで、竹之台で、第9回展。安井曾太郎「椅子による女」、児島善三郎「浅き春」など。
- 第10回展は、招待日に震災のために中止、京都・大阪でひらく。山下新太郎「金閣寺林泉」、小出楢重「帽子のある静物」、黒田重太郎「一修道僧の像」、藤川勇造「マドモアゼルS」など、ピカソ・ブラック・マチスらフランス現代画家の作品40余点を特陳。
- 1924年9月2日から9月29日まで、第11回展。小出「帽子を冠れる肖像」、横山潤之助「ギターもつ男」、藤川「ブロンド」など。
- 1925年9月2日から9月29日まで、第12回展。安井「柿実る頃」、曾宮一念「冬日」など。特別出品、坂本繁二郎「帽子を持てる女」「老婆」など。
- 1926年（大正15年）9月4日から10月4日まで第13回展を東京府美術館で開催。有島生馬「岬と海水場」、津田青楓「籐椅子の裸婦」、佐伯祐三「壁」など。
- 1927年9月3日から10月4日まで、府美で、第14回展。長谷川利行「麦酒室」など。

以後、2006年まで同館で開催。
- 1928年9月3日から10月4日まで、府美で、第15回展。安井「花と少女」、佐伯「新聞屋」など。また中山巍・東郷青児の滞欧作を特陳。
- 1929年9月3日から10月4日まで、第16回展。古賀春江「素朴な月夜」、小山敬三「アルカンタラの橋」など。福沢一郎のシュールリアリズム的な作品を特陳。
- 1930年9月4日から10月4日まで、第17回展。安井「婦人像」、有島「熊谷守一肖像」など。林重義・向井潤吉・伊藤廉の滞欧作を特陳。メカニズム・シュールリアリズムの作品も展示。
- 1931年9月3日から10月4日まで、第18回展。有島「震災記念」、青楓「新議会」、安井「ポーズせるモデル」「外房風景」、山下新太郎「少女立像」、鍋井「奈良の月」、小出楢重・湯浅一郎の遺作など。
- 1932年9月3日から10月4日まで、第19回展。坂本「放牧三馬」、安井「薔薇」、国吉康雄「サーカスの女」など。山下新太郎・木下義謙らの滞欧作を特陳。
- 1933年9月3日から10月4日まで、第20回展。安井「奥入瀬の渓流」など。併せて創立二十年を記念して、故人や会を離れた作家による43作品の展示も行われた[1]。
- 1934年9月3日から10月4日まで、第21回展。安井「金蓉」「玉虫先生の像」など。藤田嗣治の滞欧作27点を特陳。
- 1935年9月3日から10月4日まで、第22回展。藤田嗣治「Y夫人の肖像」「北平の力士」「五人女」、宮本三郎「婦女三容」など。
- 1937年9月3日から10月4日まで、第24回展。坂本「水より上る馬」、藤田「千人針」など。
- 1938年9月3日から10月4日まで、第25回展。坂本繁二郎「松間馬」、向井潤吉「突撃」、北川民次「戦後図（メキシコ）」など。
- 1944年（昭和19年）11月、第30回展開催後解散。1944年10月6日解散。
- 1946年（昭和21年）再建、第31回展開催
- 1951年（昭和26年）「商業美術」部門（現デザイン部門）の新設。
- 1953年（昭和28年）当時の会長、東郷青児の発案により写真部を創設。林忠彦・早田雄二・秋山庄太郎・大竹省二の4名が創立会員となる。
- 1979年（昭和54年）絵画部・彫刻部を法人化し、社団法人二科会となる
- 2006年（平成18年）常務理事織田廣喜、理事長就任
- 2007年（平成19年）国立新美術館で二科展開催。以後、同館で毎年開催。
- 2012年（平成24年）公益法人制度改革により公益社団法人化

## 結成の経緯、名前の由来、気風
文展は官展（＝政府主催の展覧会）であり、大正初めには、画家の登竜門のひとつとして重要な存在になっていた。その日本画の部門は、新旧の二科に分かれており、新しい傾向の画家たちも比較的活動しやすかったのに比べて、洋画部門はそのようになっていなかった。そして、審査側が硬直的・停滞的な体質に陥っていた。
山下新太郎、津田青楓、有島生馬ら、新帰朝者（国費留学の経験者。当時の呼称）を中心にしたグループは、1913年の文展の審査に不満を持ち、洋画についても二科制とするよう政府側に建白書を提出したが、受け入れられそうにないため、新しい美術の発展を図るために文展を脱退し、“旧科”文展に対する“新科”の「二科会」を結成した。会員たるには文展に出展しないことが参加条件であった。創立メンバーには、山下・津田・有島の他に石井柏亭、田辺至、梅原龍三郎、柳敬助、小杉未醒、斎藤豊作、坂本繁二郎、湯浅一郎らがいた。
1935年（昭和10年）、文展の後継である帝展を開催する帝国美術院の大改革が行われ、官選の形で二科会から石井柏亭、山下新太郎、有馬生馬、藤川勇造、安井曽太郎の5人が官選という形で美術院の会員に選出された。官展と二科の双方に出品できないという会則に従い5人は退会した。一方で会員に選ばれなかった創立メンバーもおり、会の内部で動揺を招いた。
その後も独立美術協会、一水会、行動美術協会、二紀会、一陽会が二科会から独立した。各団体で創立時の気風は受け継がれ、新しい傾向の作家に活躍の場を提供、多くの芸術家を輩出している。

## 入選者統計
|          | 絵画部  | 彫刻部 | デザイン部 | 写真部   |
| -------- | ------- | ------ | ---------- | -------- |
| 搬入点数 | 1,941点 | 48点   | 483点      | 13,265点 |
| 入選者数 | 656名   | 41名   | 174名      | 847名    |
| 内初入選 | 110名   | 15名   | 65名       | 159名    |

## 入選・入賞した著名人

### 絵画部
- 工藤静香 - 特選：2010年[5]、1990年から20回入選[6][7]、2016年、20度目の入選を果たし、会友推挙に選出[7][8]、2017年より絵画部で会友。
- 石坂浩二 - 特選：時期不明[9]、入選：1974年 - 1985年[10]。
- 増位山太志郎 - 特選：2002年[11]、その他入選多数。
- 横井弘三 - 入選：1915年。第1回樗牛賞受賞。1916年、二科賞受賞。1922年に二科会友に推挙されるも、翌年決別して会友を返上。[12]
- 佐藤春夫 - 入選：1916年。
- 黒澤明 - 入選：1928年。
- 大阪圭吉 - 入選：時期不明[注釈 1]。
- 雪村いづみ - 入選：1982年から5年連続[13]。
- 朝比奈マリア - 入選 : 1983年。
- 五月みどり - 入選：1989年・1990年[14]。
- 池田理代子 - 入選 : 1991年。
- バロン吉元 - 入選 : 1992年[15]。
- 青島幸男 - 入選：1998年。
- 押切もえ - 入選：2015年[16]。
- 八代亜紀 - 入選：時期不明[17]。
- エド・はるみ - 入選：2019年[18]。
- 田中道子 - 入選：2019年[19]。

### 彫刻部
- 秋川雅史 - 入選：2021年[20]

### デザイン部
- 若月佑美（元乃木坂46[注釈 2]） - 入選：2012年より8年連続[21][22][23][24][25][26][27]。2022年、会友に推挙。
- 佐藤詩織（元欅坂46） - 入選：2017年（奨励賞も同時受賞）[25]・2018年[26]。